# Excelsior Entertainment
Pour les articles homonymes, voir Excelsior.
Excelsior Entertainment était une société américaine spécialisée dans la création de jeux de figurines. Elle a déposé le bilan en février 2006, après avoir perdu les deux licences principales dont elle disposait, Warzone et Chronopia.

## Historique
Fondée en 1998 à Philadelphie, Excelsior Entertainment a commencé son activité par l'importation et la distribution de jeux aux États-Unis. En 1999, elle se dote d'une division de conception et de production de jeux de figurines, et collabore avec Target Games au développement de Warzone et Chronopia. Cela la met en bonne position pour acquérir, lorsque Target Games fait faillite, les licences des deux jeux.
Elle entreprend d'abord l'élaboration du supplément Forces of War Mercury, addition logique à la deuxième édition de Warzone, mais les concepteurs se rendent rapidement compte des défauts inhérents à cette édition, et dès mi-2001 se lancent dans une refonte complète du jeu. Le jeu est d'abord annoncé pour août 2002, puis est repoussé de mois en mois, et c'est finalement en mai 2004 que sort le livre massif qu'est Warzone: Universe under Siege, troisième édition du jeu de figurines.
Parallèlement, Excelsior sort fin 2002 le livre de règles de Chronopia, deuxième édition révisée. Elle annonce ensuite la mise en chantier du supplément Cerulean Mists, qui ne paraîtra jamais, même si courant 2005 quelques extraits sont rendus disponibles en ligne.
Le rythme de production de figurines est tout aussi lent que la sortie de suppléments. Entre 2001 et 2006, Excelsior aura conçu et commercialisé une dizaine de figurines pour Warzone, et une quinzaine pour Chronopia - sur plus d'une trentaine annoncées.
En février 2006, date de renouvellement des licences, Paradox Entertainment la retire à Excelsior. L'entreprise perd là son fonds de commerce, et dépose un mois plus tard le bilan. À la demande de Paradox, les moules des figurines pour les deux gammes sont détruits.

## Employés
- Thom Talamini fut le président et fondateur de la société. Vétéran de l'industrie du jeu, c'est lui qui a réellement été la colonne vertébrale de la société tout au long de ses huit années d'existence.
- Lance Katz était le responsable des opérations, supervisant la fabrication des figurines et la préparation et l'envoi des commandes. Il avait rejoint la société du temps de la collaboration avec Target Games.